# Mount Lincoln
Mount Lincoln je nejvyšší hora pohoří Mosquito Range v jižní části Skalnatých hor. Hora leží v okrese Park County, v centrální části Colorada, ve Spojených státech amerických.
Je vzdálená přibližně 120 km jihozápadně od hlavního města Colorada Denveru. Mount Lincoln je osmá nejvyšší hora Skalnatých hor a celkově dvacátá třetí nejvyšší hora Spojených států amerických.